# Il sogno eretico
Il sogno eretico è il quinto album in studio del rapper italiano Caparezza, pubblicato il 1º marzo 2011 dalla Universal Music Group.

## Descrizione
Anticipato il 28 gennaio dal singolo Goodbye Malinconia, il quale ha visto la partecipazione di Tony Hadley, Il sogno eretico ha debuttato alla seconda posizione della classifica italiana degli album e dopo quasi due mesi dalla sua uscita, è stato certificato disco d'oro per le oltre 30 000 copie vendute. Il 4 novembre 2011, il disco viene certificato anche disco di platino, superando quindi le 60 000 copie vendute.

## Brani

### Nessun dorma/Tutti dormano
I primi due brani sono antitetici. Il primo, tratto dalla romanza Nessun dorma, di Giacomo Puccini, invita metaforicamente i presenti a non dormire e prestare attenzione allo spettacolo. Secondo l'autore, infatti, «il disinteresse può essere una delle cause del declino di un paese»: «se accadono delle cose è perché probabilmente non c'è la dovuta attenzione» e questa «mancata attenzione spesso coincide col sopore». Nessun dorma è quindi un invito a «rimanere con gli occhi aperti» e a «mantenere sveglia la propria parte critica». Il secondo pezzo inizia con una sonora ronfata, che anticipa il terzo brano, Chi se ne frega della musica.

### Chi se ne frega della musica
Il brano critica con ironia il mondo musicale italiano e le sue contraddizioni, a partire dall'interesse smodato per ciò che l'artista «fa di extramusicale», per «tutto il contorno». Il brano tratta anche del legame tra musica, internet e i fenomeni televisivi. L'autore ha affermato che «le classifiche di iTunes sono uguali a quelle della TV» e che nel web «le notizie alternative ci sono ma è difficile che qualcuno se le vada a cercare».

### Il dito medio di Galileo
La canzone, prendendo ad esempio la vicenda di Galileo Galilei, si configura come un'aspra critica alla mancanza di senso critico e alla sottomissione ai dogmi religiosi, politici o sociali, atteggiamenti dei quali la Chiesa cattolica viene presa a simbolo. Caparezza ha affermato di aver scritto il brano «dopo aver scoperto che nel Museo della Scienza di Firenze è realmente custodito il dito medio di Galileo, strappato al cadavere dello scienziato durante una riesumazione». Nel pezzo l'autore porta «in processione questa reliquia laica che, infilata nell'opportuno orifizio, trasforma gli uomini-pecora in uomini, e basta. È come se Galileo dicesse: "Mi avete confinato, mi avete costretto all'abiura, ed ora tiè!"».
La chiusura del brano contiene un campionamento di un estratto di una lezione del professor Enrico Bellone sul pensiero di Galileo, la cui registrazione è stata pubblicata da La Repubblica e L'Espresso nella collana Beautiful Minds. In particolare, il frammento utilizzato parla dei rapporti tra Galileo e il Vaticano e delle accuse di eresia a suo carico.

### Sono il tuo sogno eretico
Il brano si pone a difesa delle personalità rivoluzionarie che hanno cercato di manifestare la propria opinione, ma che sono state condannate come eretici dalla Chiesa. Si struttura in tre strofe, adottando rispettivamente le figure di Giovanna d'Arco, Girolamo Savonarola e Giordano Bruno.
Il 16 gennaio 2012 è stato pubblicato il videoclip del brano, diretto da Calu e che mostra Caparezza nelle segrete di un castello che si aggira con una torcia tentando inutilmente di scappare, venendo infine preso e condannato.

### Cose che non capisco
Secondo l'autore Cose che non capisco è un «pezzo contro tutte le persone che nella vita mi hanno detto che mi faccio troppi problemi». Il brano critica in particolare la strumentalizzazione dell'informazione e una certa televisione. L'autore ha affermato: «Io amo la tv in realtà proprio per questo non amo la banalizzazione. Sono del '73, sono cresciuto con la tv. Ma non mi piace com'è diventata, la pochezza intellettuale, l'esibizione della vita privata, gli opinionisti a go go, le liti indotte a scopo Auditel e il fatto che non ci sia più la musica in TV». La chiusura del brano contiene un campionamento di un dialogo originale del film Sogni d'oro di e con Nanni Moretti.

### Goodbye Malinconia

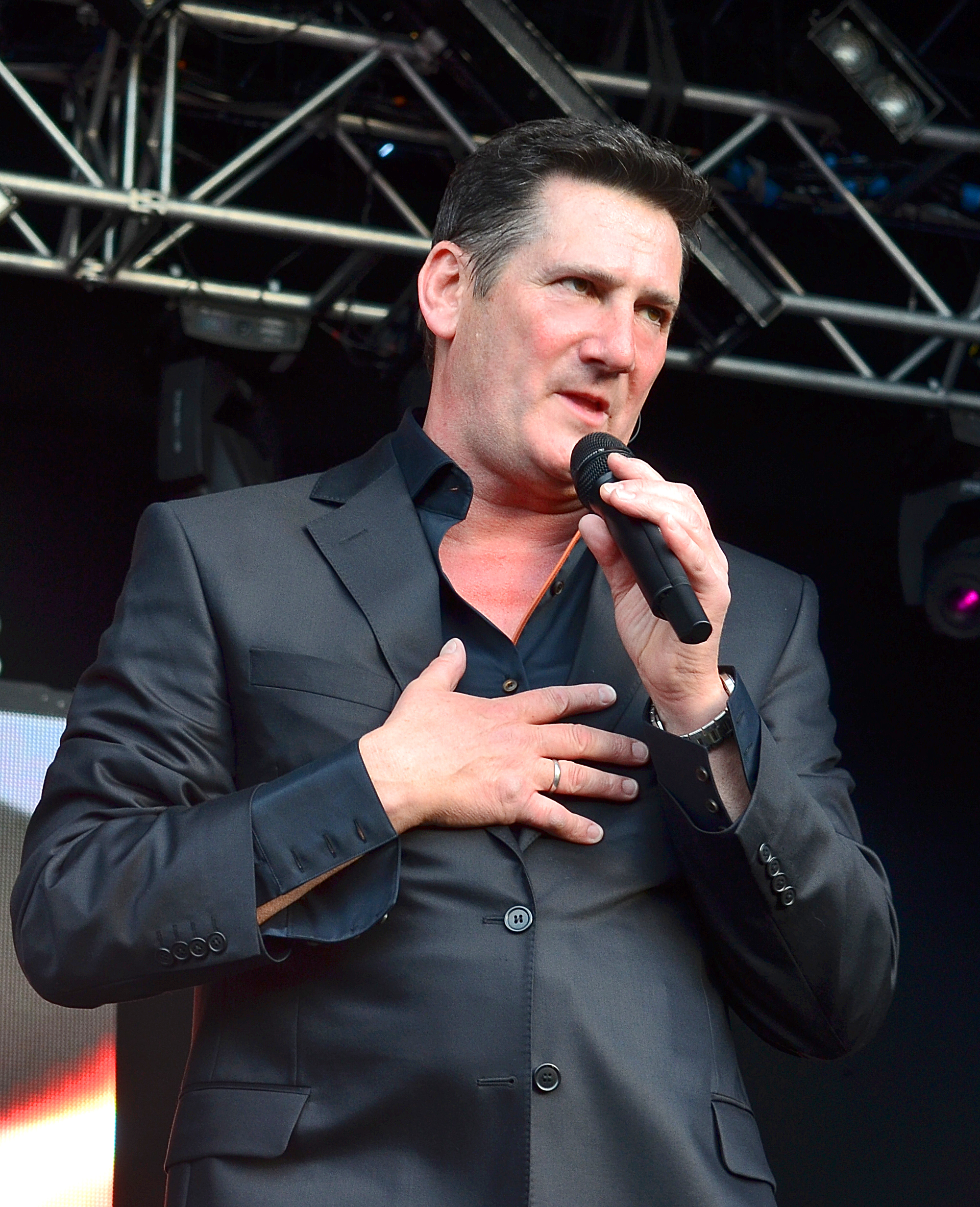
Il cantante britannico Tony Hadley ha collaborato con Caparezza nel brano Goodbye Malinconia.

Cantato in collaborazione con Tony Hadley, il brano parla del contesto culturale, sociale e politico di Malincònia, metafora dell'Italia, paese da cui tutti se ne vanno, la cui «situazione è più grave di un basso tuba». L'obiettivo del brano è, secondo l'autore, quello di «fotografare un momento» e di prendere la «sensazione di malinconia», nata dall'esperienza vissuta a Londra parlando con gli emigrati italiani che «loro malgrado non sarebbero più tornati nella nazione dove non riuscivano a vivere», e di «trasferirla su un pezzo», per mezzo delle sequenze armoniche e di un cantato tipico degli anni ottanta.

### La marchetta di Popolino
Il brano, definito dall'autore come «il pezzo più violento che abbia scritto da quando scrivo con consapevolezza», fa continui riferimenti ai personaggi di Topolino, quasi per antonomasia, per tracciare i lineamenti dell'attuale realtà sociale. Parla del "popolino", ovvero la parte di un popolo caratterizzata da rozzezza, volgarità e arretratezza culturale. Come affermato da Caparezza, l'idea del pezzo nasce dalla domanda: «non è che per caso alcune persone fanno in piccolo quello che i politici fanno in grande?». «Magari è già lì [nella popolazione] che viene inoculato il germe della malefatta», si è risposto il cantautore.

### La fine di Gaia
Critica le varie teorie apocalittiche e teorie del complotto, quali la fine del mondo nel 2012 (basata sul calendario maya), le scie chimiche, i rettiliani o le invasioni aliene.

### House Credibility
Questo brano mette in discussione la sensazione di sicurezza che si ha della propria casa, dipingendola come luogo dove effettivamente possono verificarsi gravi incidenti.

### Kevin Spacey
Caparezza introduce la canzone informando gli ascoltatori che dopo aver sentito il brano avranno un valido motivo per odiarlo, dopodiché, rappando, inizia a raccontare i finali di molti film famosi, parte dei quali hanno avuto Kevin Spacey o anche Bruce Willis nel cast di attori.

### Legalize the Premier

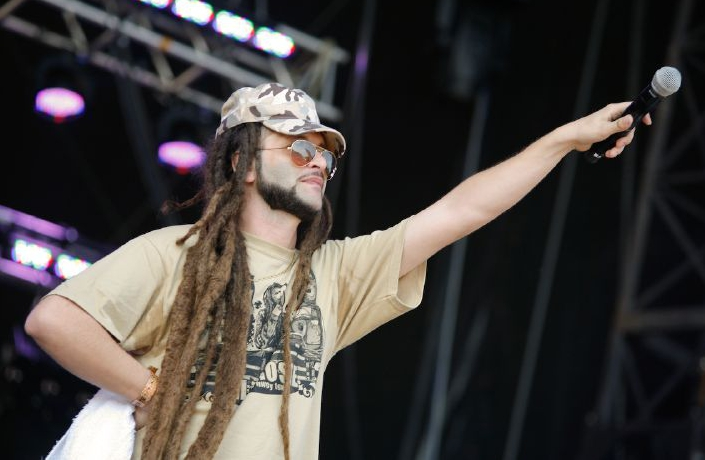
Il cantante italiano Alborosie ha collaborato con Caparezza nel brano Legalize the Premier.

La canzone è un reggae eseguito con Alborosie. Secondo Caparezza, il brano parla di un «seme che è stato inoculato nel sistema politico italiano», per cui chi raggiunge il vertice della scala politica sa che può «modificare le leggi a proprio piacimento, a proprio uso e consumo», ad esempio «per depenalizzare reati che lo riguardano».
Questo atteggiamento, secondo il cantautore, «da quindici anni a questa parte ha fatto crescere una nuova generazione di politici che ora sanno che si può fare, spesso alla luce del sole». Il pezzo non è quindi dedicato esclusivamente a Silvio Berlusconi, ma anche a tutti i premier che verranno dopo, «perché una volta che hai asfaltato una strada ci possono passare tutti».

### Messa in moto
Nel brano prende la parola Dio che, stanco di essere perseguitato dalle preghiere ripetitive e dai lamenti dei fedeli, fugge a bordo di una moto. Caparezza ha spiegato questo brano affermando: «chissà per quale motivo nel campo della religione si mette sempre in rilievo il dolore, [...] non è che bisogna rapportarsi col proprio dio sempre fomentati da un dramma». «Se esistesse un dio, se fosse il dio di questa Terra, una Terra selvaggia, dove la natura tutto è fuorché piagnona e frignona, è molto vivace, anche violenta, e molto d'impeto, [...] una persona in grado di fare questo se dovesse esistere sicuramente potrebbe essere annoverata tra i rocker e non avrebbe nulla a che spartire con le canzoni della Chiesa».

### Non siete Stato voi
La canzone assume un tono serio e tragico e vuole essere un "manifesto di questo momento", condanna aspramente la classe dirigente, ipocrita, incapace di riconoscere le proprie colpe e di portare avanti il Paese. Come affermato dall'autore, si tratta di un brano "composto di pancia", uno sfogo nato dall'"indignazione fortissima e la rabbia" in cui "non c'è un filo di ironia" e nemmeno la tipica voce nasale per la quale il cantante è conosciuto. Tant'è che quest'ultimo lo ha definito un "pezzo di Michele Salvemini e non di Caparezza".

### La ghigliottina
Il brano ribadisce la situazione sociopolitica italiana: né la maggioranza né l'opposizione sono in grado di svolgere il proprio ruolo e le proteste del popolo non vengono ascoltate. Secondo l'autore, infatti, «c'è sempre chi tenta o di delegittimarle o di farle passare inosservate», chi accusa «tutti di essere condizionati da questa o quella parte politica», e quindi «dopo tutte queste manifestazioni non accade nulla». Vengono fatti molti riferimenti alla rivoluzione francese, come la ghigliottina, Danton, la «liberté».
Del brano è stato realizzato un videoclip ambientato in un museo immaginario nel quale compaiono numerosi quadri, tra i quali La libertà che guida il popolo di Eugène Delacroix, Napoleone a cavallo di Jacques-Louis David, Luigi XVI di Francia di Antoine-François Callet e Il bacio di Francesco Hayez.

### Ti sorrido mentre affogo
Il cantautore, stufo delle critiche ricevute ai suoi testi, dichiara che non gli interessa «essere capito» e che non vuole necessariamente «andare d'accordo», ma vuole soltanto essere così com'è e andare per la sua strada. Sono presenti i campionamenti della canzone Capito?! del gruppo Gatti di Vicolo Miracoli e del sonoro D'accordo?! detto da Wanna Marchi. La canzone è una lista di aforismi.

## Tracce
Testi e musiche di Caparezza, eccetto dove indicato.
1. Nessun dorma – 0:25 (Renato Simoni, Giuseppe Adami, Giacomo Puccini)
2. Tutti dormano – 2:03
3. Chi se ne frega della musica – 4:54
4. Il dito medio di Galileo – 6:02
5. Sono il tuo sogno eretico – 3:54
6. Cose che non capisco – 3:11
7. Goodbye Malinconia (feat. Tony Hadley) – 4:49 (Caparezza, Tony Hadley)
8. La marchetta di Popolino – 4:30
9. La fine di Gaia – 4:40
10. House Credibility – 4:02
11. Kevin Spacey – 3:43
12. Legalize the Premier (feat. Alborosie) – 4:23 (Caparezza, Alberto D'Ascola, Clifton Dillon)
13. Messa in moto – 4:49
14. Non siete Stato voi – 4:43
15. La ghigliottina – 5:06
16. Ti sorrido mentre affogo – 3:05

Traccia bonus nell'edizione di iTunes
1. Lottavo, capitolo – 3:01

## Formazione
Musicisti
- Caparezza – voce
- Rino Corrieri – batteria acustica
- Giovanni Astorino – basso elettrico, violoncello, direzione orchestra
- Alfredo Ferrero – chitarra, sitar, Hughes & Kettner Coreblade
- Gaetano Camporeale – Rhodes, Wurlitzer, Hammond
- Giuliano Teofrasto – tromba, flicorno
- Damiano Tritto – trombone
- Serena Capuano – viola
- Alessandro Terlizzi – contrabbasso
- Enrico Bellone – voce (finale traccia 4)
- DJ Cordella – scratch (tracce 4 e 10)
- Massimo La Zazzera – cornamusa, ciaramella e flauti dolci (traccia 5)
- I Cantori Nesi – cori (traccia 5)
- Tony Hadley – voce (traccia 7)
- Alborosie – voce (traccia 12)
- Diego Perrone – voce (traccia 13)
- Gianfranco Grimaldelli – voce (traccia 16)
- Lusia Grimaldelli – voce (traccia 16)

Produzione
- Carlo U. Rossi – produzione artistica, registrazione
- Caparezza – produzione artistica, pre-produzione
- Claudio Ongaro – produzione esecutiva
- Alfredo Ferrero – pre-produzione
- Gaetano Camporeale – pre-produzione
- Francesco Aiella – assistenza tecnica agli International Sound
- Antonio Baglio – mastering

## Classifiche

### Classifiche settimanali
| Classifica (2011) | Posizione massima |
| ----------------- | ----------------- |
| Italia            | 2                 |
| Classifica (2018) | Posizione massima |
| Italia (vinili)   | 20                |

### Classifiche di fine anno
| Classifica (2011) | Posizione |
| ----------------- | --------- |
| Italia            | 22        |